# Curació del paralític
La curació del paralític és un dels miracles de Jesús narrats a tots els evangelis canònics tret del de Joan (Mateu 9:1-8, Marc 2:1-12 i Lluc 5:17-26

## Narració
Quatre homes portaven en llitera un home paralític perquè Jesús el guarís. Com que l'envoltava una gentada que impedia el pas de la llitera, van fer un forat al sostre per fer descendir el malalt. Jesús, en veure la seva fe, va dir a l'home que els seus pecats quedaven perdonats i a l'acte s'aixecà caminant. El públic s'escandalitzà que gosés parlar en nom de Déu per absoldre un pecador, però Jesús es reafirmà en la seva ordre, assegurant que tenia poder tant per curar com per perdonar.

## Anàlisi
Jesús en aquest passatge equipara el poder del miracle al del perdó, dos atributs divins que ell atorga només per la fe dels qui el segueixen. La fórmula de la segona invocació al paralític és similar a la de la resurrecció de Llàtzer, on mana que s'aixequi un mort. A l'època dels fets, la majoria de la gent associava les malalties greus a càstigs divins, per això en perdonar els pecats, desapareixen els símptomes físics. En aquest cas, la curació ve per la fe de l'afectat i els acompanyants, que no dubten a fer quelcom extraordinari, com foradar un sostre, convençuts del poder de Crist, que els premia en conseqüència.
La reacció de la gent està dividida. Primerament l'acusen de blasfèmia en voler ocupar el lloc de Déu però després és d'astorament en comprovar el seu poder. Els fariseus i mestres de la llei el critiquen, una constant al llarg dels evangelis, ja que no accepten que sigui el Messies.